# Electronic Entertainment Expo 2007
 (avril 2020).
Si vous disposez d'ouvrages ou d'articles de référence ou si vous connaissez des sites web de qualité traitant du thème abordé ici, merci de compléter l'article en donnant les références utiles à sa vérifiabilité et en les liant à la section « Notes et références ».
L’Electronic Entertainment Expo 2007, communément appelé E3 2007, est la 13e édition de ce salon consacré exclusivement aux jeux vidéo. Il s'est tenu du 11 au 13 juillet à Santa Monica à la suite de la refonte du salon cette année. 